# Vas László
Rev. Vas László (Nagyvárad, 1965. április 27. — Nagyvárad, 2018. január 7.) a passaici Szent István római katolikus magyar templom teljes plébánosi jogkörrel felhatalmazott adminisztrátora 2007. december 2-ától. 2017-től, 2018-ban bekövetkezett haláláig ugyanebben az egyházközségben plébános.
Teológiai tanulmányait a budapesti Pázmány Péter Katolikus Egyetemen végezte. Tempfli József püspök szentelte pappá 1998. április 26-án Nagyváradon.

## Élete az Egyesült Államok előtt
Református családban született. Középiskoláit is itt végezte, érettségi után református teológiára felvételi előkészítőre járt, majd 1985-ben katolizált. 
1992-ben Tempfli József megyés püspöke Budapestre küldte tanulni. A Pázmány Péter Katolikus Egyetem Hittudományi Fakultásán szerzett Baccalaureatus fokozatot. Szentelése után első kápláni helye Nagyváradon a Barátok templomában volt 1998 júliusa és szeptembere között, majd 1998 szeptemberétől 1999 szeptemberéig Hegyközcsatár és Hegyközújlak plébánosa, illetve a Szent László Katolikus Iskola és a nagyváradi Magyar Máltai Szeretetszolgálat lelki vezetője. 
1999 októberében püspöke Rómába küldte a Gregoriana Pápai Egyetemre a római Pápai Magyar Intézetbe.

## Az Egyesült Államokban
2000 június végén Francis George chicagói bíboros levelére nyári kisegítésre érkezett Chicagóba (Illinois). Októbertől megyés püspöke, Tempfli József engedélyével itt folytatta tanulmányait. Következő év nyarától a Chicagói főegyházmegye „Associate Pastor” kinevezést adott neki. A pap fölé az érsekség adminisztrátort nevezett ki Father Michael Danek személyében. Később maga John Manz püspök vette át az adminisztrátori tisztséget. 
2003 márciusában a chicagói érsek kinevezte Vas László lelkészt az egyházközség adminisztrátorává. Chicagóban végzett munkásságáért megkapta a Magyar Köztársasági Érdemrend Lovagkeresztjét. Mustos István atya távozása után átvette adminisztrátori jogkörben a Szent István római katolikus magyar templom (Passaic, New Jersey) vezetését. A patersoni egyházmegye püspöke 2017. június 29-i hatállyal plébánosnak nevezte ki. 2017. második felében egy hirtelen jött, súlyos betegség miatt 2017. december 22-én Nagyváradra utazott orvosi kezelésre, ahol 2018. január 7-én elhunyt. Temetése 2018. január 11-én volt a nagyváradi székesegyházban. A nagyváradi Rulikovszky temetőben temették el.